# 卡马萨-霍尔姆方程
卡马萨-霍尔姆方程(Camassa Holm equation)是流体力学中的一个非线性偏微分方程
{\displaystyle u_{t}+2\kappa u_{x}-u_{xxt}+3uu_{x}=2u_{x}u_{xx}+uu_{xxx}.\,}
1993年卡马萨和霍尔姆以此偏微分方程模拟浅水波，
其中κ是大于0的参数。

## 行波解

卡马萨-霍尔姆方程3D动画

卡马萨-霍尔姆方程有行波解：
{\displaystyle u2:=(3/2)*{\frac {c*(c-2*\kappa )}{(cosh((1/2)*{\sqrt {((c-2*\kappa )/c)}}*(-x-x0+c*t))^{2}*(\kappa +c))}}}
参数：c = 1, x0 = 1, kappa = .3  代人得：
{\displaystyle u(x,t)={\frac {.463}{cosh(-.316*x-.316+.316*t)^{2}}}}

### Maple TWSolution
Maple软件包TWSolution可提供多种行波解。

Camassa Holm equation traveling wave Jacobish plot4

sech 展开
{\displaystyle g[2]:={u(x,t)=-(1/2)*kappa+_{C}5*sech(_{C}1+(1/2)*sqrt(3)*x-(1/4)*kappa*sqrt(3)*t)^{2}}}
{\displaystyle g[3]:={u(x,t)=-(1/2)*kappa+_{C}5*sech(_{C}1-(1/2)*sqrt(3)*x+(1/4)*kappa*sqrt(3)*t)^{2}}}
{\displaystyle g[4]:={u(x,t)=_{C}4+(-(3/2)*_{C}4-(3/4)*kappa)*sech(_{C}1+(1/2*I)*sqrt(3)*x-(1/4*I)*kappa*sqrt(3)*t)^{2}}}
{\displaystyle g[5]:={u(x,t)=_{C}4+(-(3/2)*_{C}4-(3/4)*kappa)*sech(_{C}1-(1/2*I)*sqrt(3)*x+(1/4*I)*kappa*sqrt(3)*t)^{2}}}
{\displaystyle g[6]:={u(x,t)=-(_{C}3-4*_{C}3*_{C}2^{2}+2*kappa*_{C}2)/(_{C}2*(3+4*_{C}2^{2}))+24*_{C}2*(2*_{C}3+kappa*_{C}2)*sech(_{C}1+_{C}2*x+_{C}3*t)^{2}/(16*_{C}2^{4}-9)}}
- Camassa Holm equation traveling wave sech plot5
- Camassa Holm equation traveling wave sech plot4
- Camassa Holm equation traveling wave sech plot6

exp  展开
{\displaystyle g[2]:={u(x,t)=-(1/9)*sqrt(3)*_{C}3-(1/3)*kappa+_{C}5*exp(_{C}1-sqrt(3)*x+_{C}3*t)}}
{\displaystyle g[3]:={u(x,t)=(1/9)*sqrt(3)*_{C}3-(1/3)*kappa+_{C}5*exp(_{C}1+sqrt(3)*x+_{C}3*t)}}
{\displaystyle g[5]:={u(x,t)=-(1/3)*sqrt(3)*_{C}3-(1/3)*kappa+_{C}7*(exp(_{C}1-(1/3)*sqrt(3)*x+_{C}3*t))^{3}}}
- Camassa Holm equation traveling wave exp plot2
- Camassa Holm equation traveling wave exp plot3
- Camassa Holm equation traveling wave exp plot5

csch 展开
{\displaystyle g[2]:={u(x,t)=-(1/2)*kappa+_{C}5*csch(_{C}1+(1/2)*sqrt(3)*x-(1/4)*kappa*sqrt(3)*t)^{2}}}
{\displaystyle g[4]:={u(x,t)=_{C}4+((3/2)*_{C}4+(3/4)*kappa)*csch(_{C}1+(1/2*I)*sqrt(3)*x-(1/4*I)*kappa*sqrt(3)*t)^{2}}}
{\displaystyle g[6]:={u(x,t)=-(_{C}3-4*_{C}3*_{C}2^{2}+2*kappa*_{C}2)/(_{C}2*(4*_{C}2^{2}+3))-24*_{C}2*(2*_{C}3+kappa*_{C}2)*csch(_{C}1+_{C}2*x+_{C}3*t)^{2}/(16*_{C}2^{4}-9)}}
- Camassa Holm equation traveling wave csch plot2
- Camassa Holm equation traveling wave csch plot4
- Camassa Holm equation traveling wave csch plot6

sec 展开
{\displaystyle g[3]:={u(x,t)=-(1/2)*kappa+_{C}5*sec(_{C}1-(1/2*I)*sqrt(3)*x+(1/4*I)*kappa*sqrt(3)*t)^{2}}}
{\displaystyle g[5]:={u(x,t)=_{C}4+(-(3/2)*_{C}4-(3/4)*kappa)*sec(_{C}1-(1/2)*sqrt(3)*x+(1/4)*kappa*sqrt(3)*t)^{2}}}
{\displaystyle g[6]:={u(x,t)=(_{C}3+4*_{C}3*_{C}2^{2}+2*kappa*_{C}2)/(_{C}2*(4*_{C}2^{2}-3))-24*_{C}2*(2*_{C}3+kappa*_{C}2)*sec(_{C}1+_{C}2*x+_{C}3*t)^{2}/(16*_{C}2^{4}-9)}}
- Camassa Holm equation traveling wave sec plot3
- Camassa Holm equation traveling wave sec plot5

JacobiSN 展开
{\displaystyle g[3]:={u(x,t)=(1/9*I)*sqrt(3)*_{C}4-(1/3)*kappa+_{C}6*sin(_{C}2-I*sqrt(3)*x+_{C}4*t)}}
{\displaystyle g[4]:={u(x,t)=-(2/9*I)*sqrt(3)*_{C}4-(1/2)*_{C}7-(1/3)*kappa+_{C}7*sin(_{C}2+(1/2*I)*sqrt(3)*x+_{C}4*t)^{2}}}
{\displaystyle }
{\displaystyle }
{\displaystyle }
{\displaystyle }
{\displaystyle }